# Centrale Controlecommissie van de Koreaanse Arbeiderspartij

Symbool van de Koreaanse Arbeiderspartij

De Centrale Controlecommissie van de Koreaanse Arbeiderspartij (Koreaans: 조선로동당 중앙검사위원회) is het hoogste controlerende orgaan van de Koreaanse Arbeiderspartij. De Centrale Controlecommissie wordt gekozen tijdens het partijcongres en bestaat (2022) uit vijftien leden. De meest recente Centrale Controlecommissie werd gekozen tijdens het 8e Congres van de Koreaanse Arbeiderspartij in januari 2021.

## Lijst van voorzitters
- Yi Chu-yon (1948–56)
- ? (1956–61)
- Kim Yo-jung (1961–66)
- Kim Se-hwal (1966–80)
- Yi Nak-bin (1980–?)
- Kim Chang-su (28 september 2010 – 9 mei 2016)
- Choe Sung-ho (9 mei 2016 − 10 januari 2021)
- Jong Sang-hak (10 januari 2021 - heden)

Juche · Sŏn’gun ·
Congres (8e Congres) · Centraal Comité (8e Centraal Comité) · Secretariaat · Centrale Militaire Commissie · Centrale Controle Commissie · Politbureau (8e Politbureau) ·
Presidium van het Politbureau van de Koreaanse Arbeiderspartij (Leden) · Secretaris-generaal van de Koreaanse Arbeiderspartij (Lijst)